# 12515 Suiseki
12515 Suiseki eller 1998 HE43 är en asteroid i huvudbältet som upptäcktes den 30 april 1998 av Spacewatch vid Kitt Peak-observatoriet. Den är uppkallad efter konstformen Suiseki.
Asteroiden har en diameter på ungefär 4 kilometer.